# Льюльяйльяко
Льюльяйлья́ко (исп. Llullaillaco) — действующий вулкан в хребте Западной Кордильеры Перуанских Анд, на границе Чили и Аргентины. Располагается в области очень высоких вулканов на высокогорном плато Пуна-де-Атакама в пустыне Атакама, одном из самых сухих мест в мире. Имеет абсолютную высоту 6739 м, относительную — почти 2,5 км. На вершине — вечное оледенение. Последнее взрывное извержение датируется 1877 годом, в настоящее время вулкан находится в сольфатарной стадии.
Льюльяйльяко — один из самых высоких вулканов планеты, второй по высоте вулкан в мире и седьмая по высоте вершина Западного полушария. Снеговая линия на западном склоне превышает 6500 м (наивысшее положение снеговой линии на Земле).

## Фауна
На высоте более 6700 м обнаружен грызун, листоухий хомячок вида Phyllotis xanthopygus rupestris. Это рекорд высоты для обитания млекопитающих. Поскольку граница произрастания цветковых пролегает значительно ниже, остаётся неясным, чем питается зверёк. Содержание кислорода на данной высоте составляет всего 45 % от нормы, а температура опускается до −60 °C.
Также на склонах вулкана встречаются андская песчанка (Eligmodontia puerulus) и лимская листоухая мышь (Phyllotis limatus).

## Археология

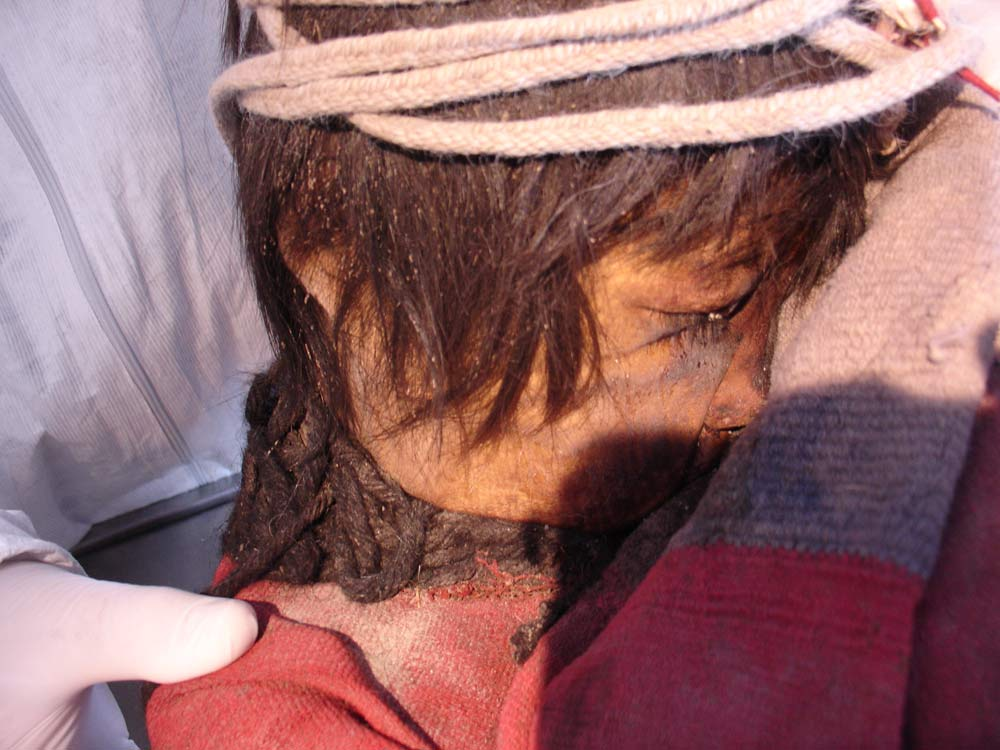
Мумии вулкана

Вершина вулкана представляет собой небольшой хорошо сохранившийся конус, который располагается на более старом плейстоценовом основании. На восток в сторону Аргентины тянутся вынесенные при обрушении более древнего вулкана (около 150 тыс. лет назад) нагромождения камней. Несколько лавовых потоков и куполов появились в результате роста современного конуса. На север и юг от вершины тянутся два наиболее крупных потока, которые аргон-аргоновым методом датируются поздним плейстоценом.
На горе Льюльяйльяко также имеются известные археологические памятники — в 1999 году на её вершине были обнаружены мумифицированные тела трёх инкских детей (мальчик и девочка 5-7 лет, девочка 13-15 лет), предположительно принесённые в жертву 500 лет назад.